# Łopot
Łopot (Abszlang) – polski herb szlachecki.

## Opis herbu
W polu czerwonym dwa jelce mieczowe w krzyż skośny złote. W klejnocie nad hełmem w koronie trzy pióra strusie.

## Herbowni
Bortnowski, Bykowski, Dubicki, Hołyński, Łopata, Łopatyński, Łopetko, Łopot, Machwed, Ostałowski, Ptaszewicz, Silicz, Tudorowski, Wytyza.